# ريتشارد ماثيوز (عسكري)
ريتشارد ماثيوز (بالإنجليزية: Richard Matthews)‏ هو عسكري نيوزيلندي، ولد في 20 نوفمبر 1921 في هاميلتون في نيوزيلندا، وتوفي في 19 فبراير 1995 في أوكلاند في نيوزيلندا.